# Malene Rydahl
Pour les articles homonymes, voir Rydahl.
Malene Rydahl, née en 1975 à Aarhus au Danemark, est une ancienne dirigeante en communication d’entreprise devenue auteur, conférencière et executive coach ; elle est spécialisée sur les thématiques du bonheur, du bien-être et du management.
Elle est l’auteur de quatre livres. Le premier, Heureux comme un Danois publié en avril 2014, est traduit en une douzaine de langues. Le deuxième est Le bonheur sans illusions paru en septembre 2017 et depuis réédité sous le titre Les Cinq Pièges du Bonheur (2018). Le troisième est Je te réponds... moi non plus paru en février 2020. En 2024 sort L’Empathie, ça s’apprend.
Après la parution de son premier ouvrage, Malene Rydahl a reçu le titre honorifique d’ambassadrice de bonne volonté de la ville de Copenhague. En 2018, elle s’est vu remettre en France la médaille de Chevalier des arts et des lettres.

## Biographie
Après 6 ans comme manager puis directrice de la communication chez Bang & Olufsen en France, elle intègre l’agence Les Ouvriers du Paradis (groupe WPP) comme directrice du budget Le Bon Marché (groupe LVMH). Elle rejoint ensuite le groupe Hyatt Hotels Corporation dont elle devient la directrice de la communication institutionnelle pour les régions Europe, Afrique et Moyen-Orient, et le reste jusqu’en 2015.  
Son parcours lui a valu d’être distinguée par le magazine L’Express comme étant l’une des « 24 femmes de 2012 ».  
Malene Rydahl entame, en parallèle de son activité professionnelle, une carrière d’écrivain et de conférencière spécialisée dans les thématiques du bonheur et du bien-être. À partir d’une étude du Danemark, son pays d’origine, régulièrement placé en tête des classements relatifs au bonheur, elle rédige le livre Heureux comme un Danois, publié par Grasset en avril 2014,,. Ce livre s’est hissé au rang de best-seller, et a été publié à nouveau au format Poche aux éditions J’ai Lu. Il a été récompensé du Prix du Livre Optimiste 2014. Heureux comme un Danois a depuis été traduit et publié aux États-Unis, en Corée du Sud, au Japon, à Taïwan, en Russie, en Allemagne, en Espagne et en Pologne notamment. 
À l'automne 2017, Malene Rydahl a publié son deuxième livre, Le bonheur sans illusions, chez Flammarion. Dans cet ouvrage, elle démystifie le lien que l'on fait généralement entre le bonheur d'une part et l'argent, le pouvoir, la beauté, la richesse et le sexe d'autre part. Le livre a été réédité chez J’ai Lu en 2018, sous le titre Les Cinq Pièges du bonheur.
En 2018, elle faisait partie de la délégation officielle du Président de la République française Emmanuel Macron au Danemark. La même année, elle a été élevée au grade de Chevalier de l’ordre des Arts et des Lettres.
En 2020, elle publie un troisième ouvrage, intitulé Je te réponds... moi non plus chez Flammarion, dans lequel elle se penche sur la "non réponse", un phénomène de société qui s'est amplifié avec l'omniprésence des possibilités de communication digitale dans nos vies (emails, messageries instantanées, réseaux sociaux...).
2024 marque la parution de L’Empathie, ça s’apprend (Presses de la Cité) où Malene Rydahl décrit les bénéfices de l’empathie dès le plus jeune âge mais aussi en entreprise,. L’autrice a participé à la mise en place expérimentale de « cours d’empathie » dans deux collèges parisiens, dont l’un  situé en zone REP+. Elle a ensuite accompagné au Danemark Gabriel Attal, alors ministre de l’Education, où les cours d’empathie sont déjà intégrés aux cursus scolaires. A l’automne 2023, le gouvernement français a annoncé pour la rentrée suivante l’instauration de cours d'empathie à l'école, présentés comme un outil pour prévenir le harcèlement scolaire.